# مارجوری نایاموه
مارجوری نایاموه (انگلیسی: Marjory Nyaumwe؛ زادهٔ ۱۰ ژوئیهٔ ۱۹۸۷) یک بازیکن فوتبال اهل زیمبابوه است. وی بازیکن تیم ملی فوتبال بانوان زیمبابوه و نماینده این کشور در بازی‌های المپیک تابستانی ۲۰۱۶ بود.